# Diego Simeone
Diego Pablo Simeone (Buenos Aires, 28 aprile 1970) è un allenatore di calcio ed ex calciatore argentino, di ruolo centrocampista, tecnico dell'Atlético Madrid.
Da calciatore, con i club ha vinto un campionato spagnolo (1996), una Coppa del Re (1996), un campionato italiano (2000), una Coppa Italia (2000), una Supercoppa italiana (2000), una Coppa UEFA (1998) e una Supercoppa UEFA (1999).
Convocato dal 1988 al 2002 dalla nazionale argentina, con l'Albiceleste ha disputato 3 campionati del mondo (Stati Uniti 1994, Francia 1998 e Corea del Sud-Giappone 2002) e 4 Coppe America (Cile 1991, Ecuador 1993, Uruguay 1995 e Paraguay 1999), vincendo le edizioni 1991 e 1993; ha inoltre conquistato la Coppa Re Fahd del 1992 e ottenuto la medaglia d'argento alle Olimpiadi di Atlanta 1996. Figura al sesto posto nella graduatoria delle presenze con la propria nazionale.
Da allenatore ha vinto due volte la Primera División argentina con Estudiantes (LP) e River Plate e due volte la Primera División spagnola con l'Atlético Madrid (2014 e 2021), con cui si è aggiudicato anche una Coppa del Re, una Supercoppa spagnola, due Supercoppe UEFA e due Europa League, oltre ad aver raggiunto due finali di UEFA Champions League.
Con l'Atlético Madrid detiene il record di presenze da allenatore.

## Biografia
È soprannominato El Cholo (termine storico che deriva dall'azteco Xoloitzcuintli e che significa "incrocio di razze").
Dall'unione con Carolina Baldini sono nati tre figli, che hanno poi intrapreso tutti la carriera da calciatore: Giovanni, Gianluca e Giuliano, nati rispettivamente nel 1995, 1998 e 2002.
Nel settembre 2016 arriva la prima figlia, Francesca, nata dalla relazione con la nuova compagna Carla Pereyra. Nel settembre 2019 i due convolano a nozze a Casole d'Elsa. A febbraio è diventato papà per la quinta volta con la nascita di Valentina.
Il 26 gennaio 2022 sulla piattaforma Prime Video esce Simeone - Vivir partido a partido, una docu-serie incentrata sulla sua carriera.

## Caratteristiche tecniche

### Giocatore
Da giocatore ha rivestito il ruolo d'interno di centrocampo, potendo ricoprire anche quello di mediano. Leader carismatico, era dotato di grinta, dinamismo, resistenza e di una spiccata capacità realizzativa, che gli ha consentito di segnare più di 100 gol in carriera: la sua abilità nelle proiezioni offensive si rivelava infatti un'insidiosa arma tattica che coglieva spesso impreparate le difese avversarie. Abile anche in fase difensiva, risultava efficace sia nel pressing che nel coprire le sortite in attacco dei compagni di squadra.

### Allenatore
Da tecnico ha utilizzato frequentemente il 4-4-2 all'Estudiantes, vincendo il campionato argentino di Apertura nel 2006. Al River Plate ha invece usato un più aggressivo 3-3-1-3, ispirato a quello ideato ed usato dal connazionale Marcelo Bielsa, con il quale ha vinto il campionato argentino di Clausura 2008 prima di dimettersi nella stagione successiva per gli scarsi risultati.Durante l'esperienza al Catania, Simeone ha utilizzato spesso il 4-2-3-1, modulo con il quale ha portato la squadra siciliana alla salvezza. Arrivato in Spagna, all'Atlético Madrid, Simeone mantiene il 4-2-3-1, vincendo con questo modulo l'Europa League e la Supercoppa UEFA nel 2012. Negli anni successivi il suo sistema di gioco di base è diventato il 4-4-2, che alterna al 4-3-3 quando è in fase di possesso e al 5-3-2 in fase di non possesso: ciò gli ha permesso di vincere anche la Coppa del Re 2013, il campionato spagnolo, la Supercoppa spagnola nel 2014, l'Europa League e la Supercoppa UEFA nel 2018. Le sue squadre sono pericolose sui calci piazzati.

## Carriera

### Club

#### Velez, Pisa, Siviglia e Atletico Madrid

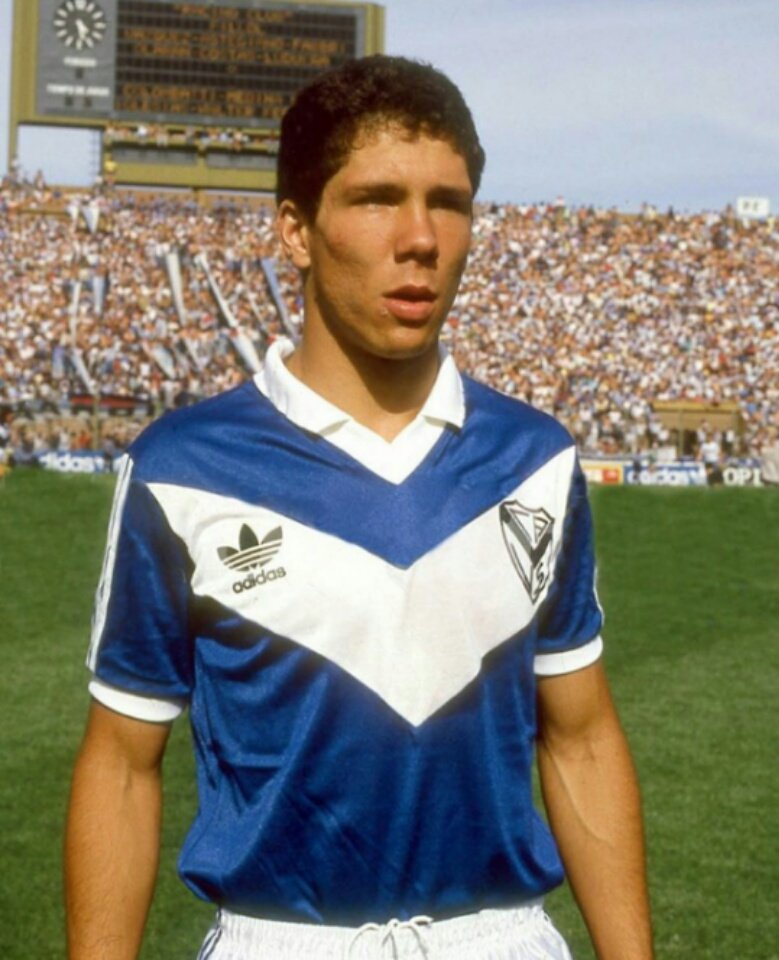
Un giovane Simeone agli esordi con il Vélez Sarsfield nel 1987

Inizia la carriera nel paese di nascita all'età di 17 anni, esordendo nel 1987 con la maglia del Vélez Sarsfield squadra nella quale milita per tre stagioni. Muovendo i primi passi viene scoperto e portato in Italia dal presidente del Pisa Romeo Anconetani. Il 9 settembre 1990 gioca a Bologna la sua prima partita in Serie A (Bologna-Pisa 0-1).
Pur mostrando notevoli qualità di leadership per un ragazzo di soli 20 anni, Simeone non riesce a sfondare e dopo due anni con 55 presenze e 6 reti, parte per la Spagna. Resta al Siviglia fino al termine della stagione (64 partite e 12 gol tra campionato e coppe europee), quando riceve e accetta l'offerta dell'Atlético Madrid. Con i biancorossi si consacra come uno dei migliori interpreti nel ruolo di incontrista. Tocca l'apice della sua avventura nella capitale iberica nel 1996, quando vince sia il titolo di campione di Spagna che la coppa nazionale, realizzando 12 reti nel solo campionato.

#### Inter e Lazio
Chiude l'esperienza madrilena l'anno successivo, richiamato in Italia dall'Inter, che lo acquista per 13 miliardi di lire. Diventa un titolare della formazione nerazzurra sotto la guida di Gigi Simoni e partecipa attivamente alla conquista del secondo posto in Serie A e della Coppa UEFA. Fondamentale in chiave europea la rete del 3-0 che l'argentino firma negli ottavi di finale contro lo Strasburgo, dopo che i nerazzurri erano usciti sconfitti per 0-2 in Francia. L'annata successiva si rivela tribolata per l'Inter, che pur cambiando quattro allenatori, non va oltre l'8º posto. Nel corso della stagione, inoltre, l'argentino si rende protagonista di un litigio con Ronaldo, la stella della squadra.

Da sinistra: i laziali Salas, Sensini, Simeone e Verón posano con il trofeo della Coppa Italia 1999-2000

Nel giugno del 1999 Simeone passa alla Lazio, come contropartita tecnica (valutata 21 miliardi di lire) nell'ambito della trattativa che porta Christian Vieri a Milano per la cifra record di 90 miliardi. L'argentino si rivela assoluto protagonista del successo dei biancocelesti in campionato: è sua la rete che permette alla Lazio di battere, nello scontro diretto di Torino, la Juventus. I biancocelesti, sotto di sei punti alla vigilia della partita (erano addirittura nove la domenica precedente, prima che la Juventus cadesse con il Milan e la Lazio facesse suo il derby cittadino), riducono il distacco a -3. Nelle ultime sei giornate Simeone realizzerà quattro reti e festeggerà la vittoria del tricolore proprio all'ultimo atto, quando la Juventus cade a Perugia. Nello stesso anno i capitolini trionfano anche in Coppa Italia, battendo l'Inter nella finale di andata a Roma per 2-1 (con gol decisivo proprio di Simeone) il 12 aprile 2000, e pareggiando il ritorno a Milano per 0-0 il 18 maggio 2000.
La stagione successiva si apre con la vittoria in Supercoppa italiana, ancora ai danni dell'Inter, l'8 settembre 2000. I successivi infortuni condizionano le prestazioni dell'argentino. Nell'ultima giornata del campionato 2001-2002 è tra i marcatori nella partita Lazio-Inter (4-2) che impedisce alla squadra nerazzurra di vincere lo scudetto.

#### Atletico Madrid e Racing Club
Dopo quattro anni a Roma, nel 2003 Simeone torna all'Atlético Madrid, dove disputa una stagione e mezza prima di tornare in patria a gennaio 2005. Ad accoglierlo in Argentina è il Racing Avellaneda, nel quale Simeone chiude la carriera da giocatore a metà del campionato nel febbraio 2006, divenendo l'allenatore della squadra.

### Nazionale
Escluso dopo una buona stagione al River Plate dalla rosa vicecampione del mondo a Italia 1990 a causa della spietata concorrenza, è riserva  nel 1991 e 1993, in cui la Selección vince per due volte di fila la Coppa America, della cui rosa Simeone fa già parte. Da allora il Cholo non potrà festeggiare altri successi in nazionale e perderà anche la finale delle Olimpiadi del 1996 contro la Nigeria. Titolare ai deludenti Mondiali statunitensi del 1994, dove si distingue in positivo, divenne capitano della sua Nazionale dal 1996 al 1998 portando la fascia ai Mondiali del 1998. Dopo aver perso la fascia, è titolare alla Coppa America 1999 e ai mondiali del 2002 in Corea e Giappone. L'Argentina, che esce nella fase a gironi, vede Simeone perdere il posto da titolare. Dopo la manifestazione, il Cholo lascia la nazionale.

### Allenatore

#### Gli inizi in Argentina
Il 6 febbraio 2006 diventa allenatore del Racing Club, portandosi come vice Matías Almeyda e Nelson Vivas: il contratto avrebbe avuto decorrenza a partire dal 20 febbraio seguente, successivo alla sua ultima gara da giocatore contro l'Independiente. Il 18 maggio è diventato allenatore dell'Estudiantes (LP). Il 13 dicembre 2006, battendo allo spareggio il Boca Juniors, Simeone ha condotto la sua squadra alla vittoria nel campionato di apertura, a 23 anni dall'ultima vittoria in campionato. Lascia il club il 9 dicembre 2007.
Il 1º gennaio 2008 passa alla guida del River Plate di Buenos Aires. A distanza di sei mesi dal suo insediamento e con una giornata di anticipo, l'8 giugno 2008 porta il River Plate alla conquista del titolo di Clausura che mancava al club dal 2004. A seguito del disastroso rendimento nell'Apertura 2008 (9 punti in 13 partite e ultimo posto in classifica) e dell'eliminazione dalla Coppa Sudamericana per mano dei messicani del Guadalajara, il 7 novembre 2008 rassegna le dimissioni.
Il 16 aprile 2009 firma con il San Lorenzo. Il 4 aprile 2010 rassegna le dimissioni.

#### Catania e Racing Club
Il 19 gennaio 2011 torna in Italia, dove diventa l'allenatore del Catania, subentrando a Marco Giampaolo. Il suo esordio non è dei migliori: il 22 gennaio perde 2-0 contro il Parma e il 29 gennaio perde 2-0 in casa con il Milan. Nel seguito del campionato, il Catania di Simeone migliora le sue prestazioni e raggiunge il traguardo della salvezza con due giornate di anticipo contro il Brescia. Particolarmente importante è la vittoria in casa nel derby contro il Palermo per 4-0. Il 15 maggio, alla penultima giornata, con la vittoria all'ultimo minuto contro la Roma sempre in casa (che ha sancito la non partecipazione dei giallorossi ai preliminari e alla Champions League 2011-2012), il Catania raggiunge il tredicesimo posto con 46 punti (di cui 24 ottenuti da Simeone in 18 partite) e stabilisce il suo nuovo record in Serie A, battendo quello di Siniša Mihajlović che la stagione precedente era riuscito ad arrivare tredicesimo con 45 punti. Il 1º giugno risolve consensualmente il contratto che lo legava al Catania ancora per un anno.
Il 21 giugno 2011 viene richiamato in patria alla guida di una sua vecchia squadra, il Racing Club. Porta la squadra ad alti livelli, chiudendo il campionato Apertura al secondo posto con 31 punti dietro al Boca Juniors (43 punti). Il 20 dicembre lascia però il club di Avellaneda a causa di dissapori con la società.

#### Atlético Madrid

##### 2011-2015

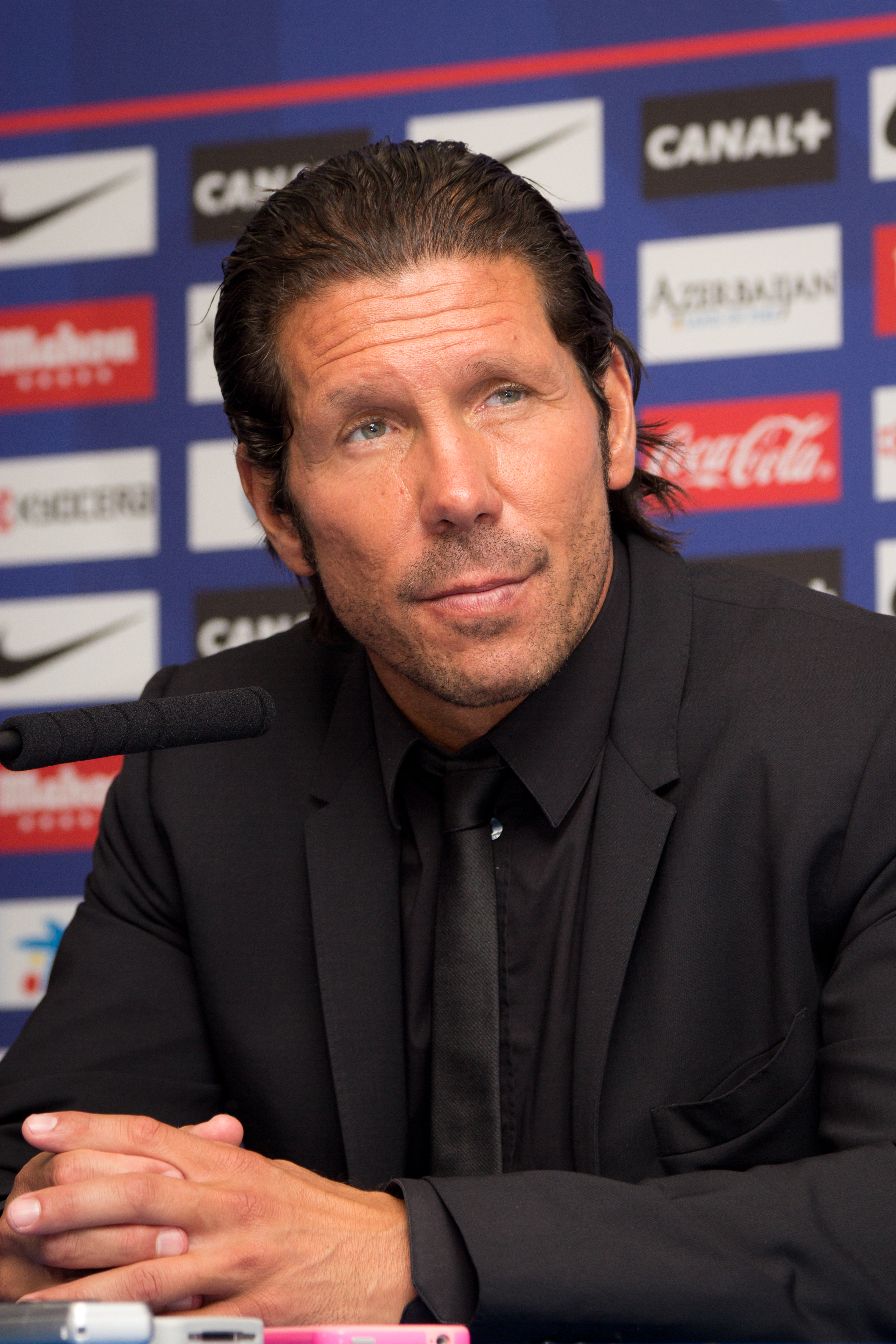
Simeone in veste di tecnico dell'Atletico Madrid nel 2013

Il 23 dicembre 2011 diventa l'allenatore dell'Atlético Madrid – per cui aveva già giocato dal 1994 al 1997 e dal 2003 al 2005 – in sostituzione dell'esonerato Gregorio Manzano, che lascia la squadra al 10º posto della Liga. Al debutto la squadra pareggia per 0-0 in trasferta contro il Malaga; vince però la seconda partita per 3-0 contro il Villarreal in casa.
A fine stagione, trascinato dai gol di Radamel Falcao, riesce a vincere l'Europa League eliminando ai sedicesimi la Lazio (sua ex squadra), agli ottavi i turchi del Beşiktaş, nei quarti i tedeschi dell'Hannover 96, in semifinale i connazionali del Valencia e infine, in finale, l'altra squadra spagnola, l'Athletic Bilbao, allenata da Marcelo Bielsa, con cui i Colchoneros vincono 3-0. Simeone diventa così il primo allenatore argentino ad aggiudicarsi la competizione nonché il terzo ad aver vinto il trofeo sia da allenatore che da giocatore (dopo Dino Zoff e Huub Stevens); stabilisce inoltre un altro record, vincendo tutte e nove le partite disputate dalla squadra, sotto la sua guida, nella competizione. In campionato si piazza al 5º posto mancando per 2 punti il 4º posto, valido per l'acceso in Champions, raggiunto dal Malaga.
L'annata 2012-2013 inizia il 31 agosto con la vittoria della Supercoppa UEFA per 4-1 nella finale contro il Chelsea di Roberto Di Matteo. In campionato raggiunge presto la qualificazione alla Champions League grazie al 3º posto in classifica, mentre a fine stagione, il 17 maggio 2013, vince anche la Coppa del Re contro il Real Madrid di José Mourinho, superato per 1-2 ai tempi supplementari; è la decima volta che l'Atlético vince tale competizione, che non portava a casa dal 1996, dai tempi in cui lo stesso Simeone vestiva in campo la maglia biancorossa. In Europa League la squadra detentrice viene invece eliminata già ai sedicesimi dal Rubin.
Inizia la stagione 2013-2014 perdendo la Supercoppa spagnola contro il Barcellona per la regola dei gol fuori casa visti i due pareggi per 1-1 e 0-0, mentre in Coppa del Re viene eliminato dal Real Madrid in semifinale. Simeone guida però l'Atlético alla conquista della Liga, la decima della storia del club a distanza di diciotto anni dall'ultima, arrivata il 17 maggio 2014 grazie al pareggio per 1-1 al Camp Nou contro il Barça da cui si distacca di tre punti.
Inoltre, grazie ai gol di Diego Costa, la squadra arriva in finale di Champions League (traguardo che i Colchoneros non raggiungevano da quarant'anni), superando prima nei quarti di finale ancora i Blaugrana e in seguito il Chelsea in semifinale; nell'atto conclusivo di Lisbona, in un derbi madrileño con il Real, l'undici di Simeone vede svanire la vittoria ai supplementari dove soccombe per 4-1, dopo che nei tempi regolamentari l'Atlético, in vantaggio dalla fine del primo tempo, era stato raggiunto sul pareggio solo nei minuti di recupero.

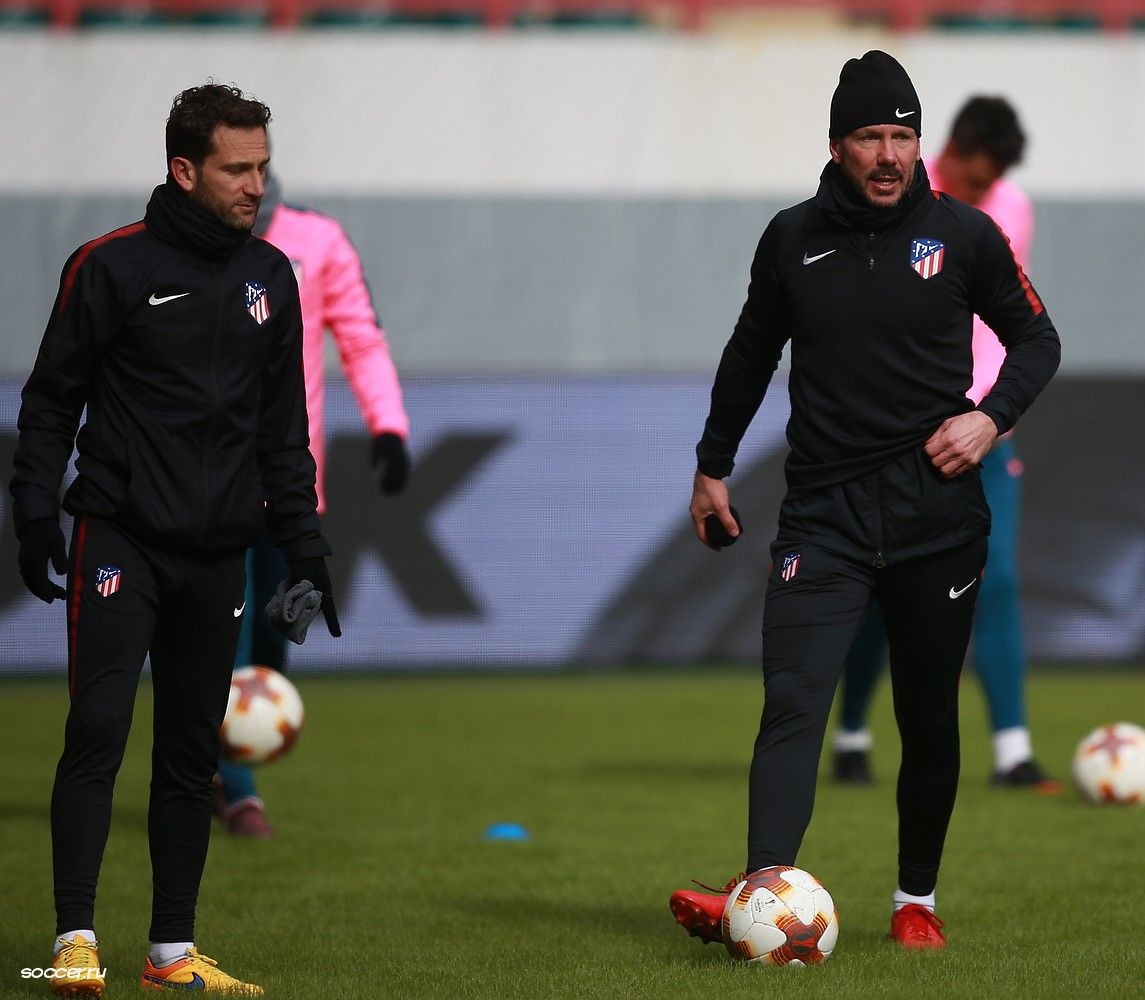
Simeone durante un allenamento dell'Atletico Madrid nel 2018.

Nel 2014-2015 vince subito la Supercoppa spagnola contro il Real (1-1 e 1-0) ma esce ai quarti di finale della Champions eliminato proprio dai blancos e sempre ai quarti della Coppa del Re per mano del Barça. Conclude la stagione con il 3º posto in campionato sempre dietro a Barça e Real.
Nella sconfitta del 26 settembre 2015 contro il Villarreal, con 211 partite consecutive sulla panchina dei rojiblancos supera il record di Luis Aragonés. Dalla Coppa del Re viene eliminato dal Celta Vigo ai quarti mentre in campionato tiene testa fino alla fine a Barça e Real piazzandosi 3º.
Dopo aver eliminato Barça ai quarti e Bayern Monaco in semifinale, il 28 maggio 2016, a Milano, dopo il risultato di 1-1 maturato dopo i supplementari, perde la finale di Champions ai rigori di nuovo contro il Real Madrid.

##### 2016-
Il 24 ottobre 2016 a Valencia, in occasione della cerimonia dei Premi LFP, Simeone vince per la terza volta il premio come Miglior allenatore della Liga. In questa stagione si piazza di nuovo 3º nella Liga, in Champions è ancora il Real Madrid a fermarlo in semifinale mentre nella Coppa del Re è il Barça a eliminarlo sempre in semifinale.
Il 26 agosto 2017 consegue la 200ª vittoria sulla panchina dell'Atlético mentre il 10 febbraio 2018 arriva la 150ª vittoria in Liga. Uscito ai gironi di Champions e ai quarti di Coppa del Re e arrivato dietro al Barça in campionato con 14 punti di distacco, il 16 maggio 2018 conquista la sua seconda Europa League da allenatore dell'Atlético, vincendo per 3-0 contro l'Olympique Marsiglia, pur non sedendo in panchina durante la finale poiché squalificato; con questo trofeo eguaglia Luis Aragonés come allenatore più titolato dei Colchoneros.
Il 15 agosto, con la vittoria in Supercoppa UEFA 2018 contro il Real Madrid, Simeone diventa il tecnico più vincente nella storia dei madrileni; il tecnico argentino diventa inoltre il primo allenatore dell'Atlético ad aver superato i Blancos in tre differenti finali: la Supercoppa europea, la Supercoppa di Spagna e la Copa del Rey. Il 5 dicembre siede per la 400ª volta sulla panchina Atleti. In questa stagione viene eliminato dal Girona e dalla Juventus agli ottavi di Coppa di Spagna e di Champions classificandosi però in campionato per il secondo anno consecutivo alle spalle del Barcellona, campione di Spagna.

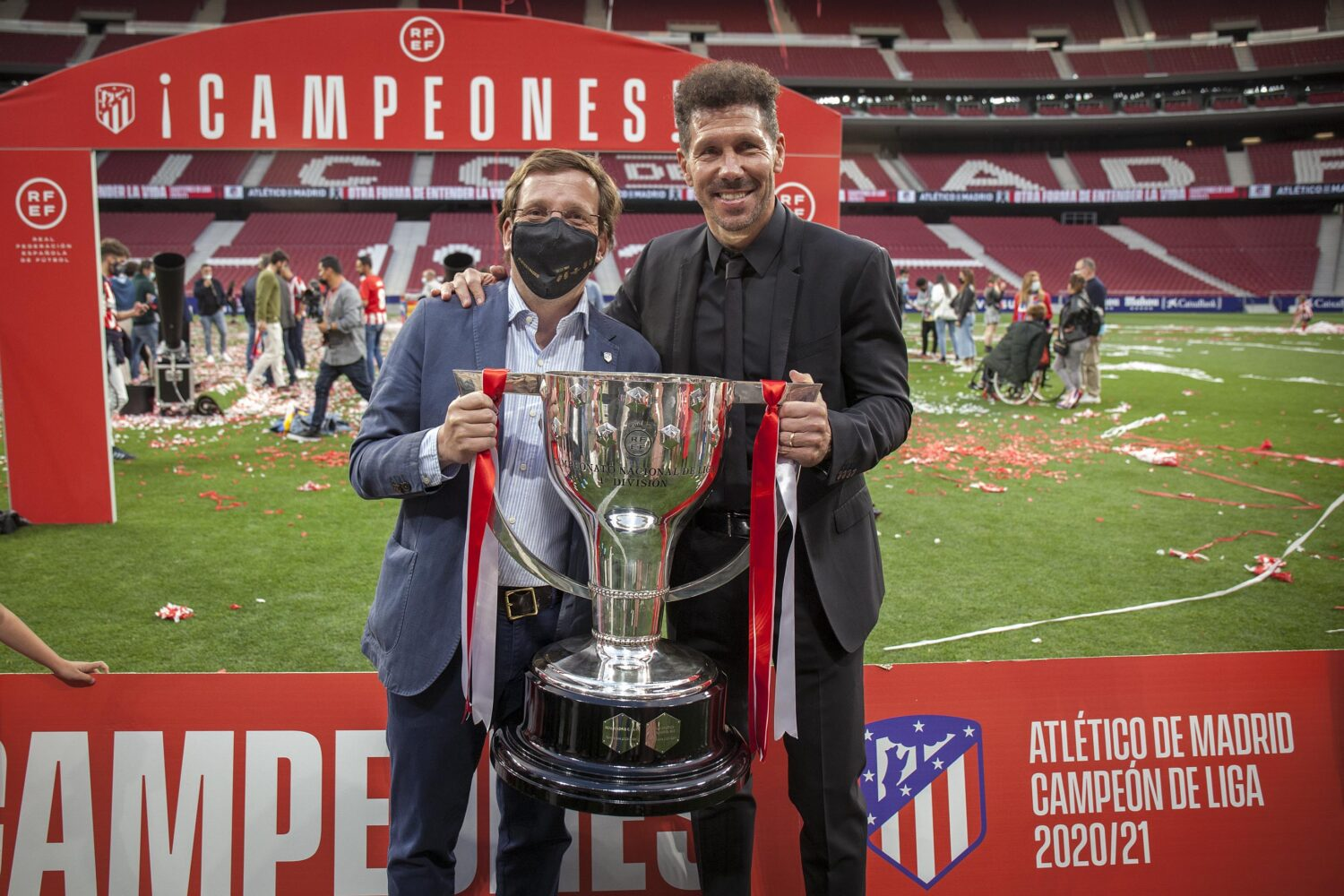
Simeone solleva la seconda Liga vinta con l'Atlético Madrid.

Grazie a quest'ultimo piazzamento partecipa al nuovo format della Supercopa de España 2020 perdendo il 12 gennaio 2020 ai rigori la finale contro il Real. Il 27 giugno, in virtù della vittoria casalinga per 2-1 contro l'Alavés, Simeone diventa il tecnico colchonero con più partite vinte nel campionato spagnolo (150). Quest’anno in Liga arriva terzo, in Coppa del Re esce già ai sedicesimi per mano del Leonesa, piccolo club di terza serie, mentre dalla Champions viene eliminato dal RB Lipsia ai quarti.
Il 30 dicembre 2020 siede per la 500ª volta sulla panchina Atleti, in occasione della vittoria per 1-0 in campionato col Getafe. Il 28 febbraio 2021 raggiunge quota 308 vittorie come allenatore dell'Atlético Madrid, eguagliando il record di Luis Aragonés. 
 Il 22 maggio vince la sua seconda Liga con 86 punti contro gli 84 del Real. In Copa del Rey invece viene eliminato già al secondo turno dal Cornellà, club di Segunda División B, mentre in Champions viene eliminato dal Chelsea, futuro vincitore del torneo, agli ottavi. L’8 luglio dello stesso anno prolunga di altri due anni il proprio contratto che sarebbe scaduto nel 2022.
Il 12 febbraio 2022, in seguito alla rocambolesca vittoria per 4-3 sul Getafe, Simeone diventa il tecnico straniero con più partite vinte in Liga, superando Ferdinand Daučík fermo a 234 vittorie. In questa stagione arriva 3º in campionato, in Supercoppa viene eliminato dall'Athletic Bilbao in semifinale, dalla Copa del Rey esce agli ottavi per mano della Real Sociedad mentre in Champions ha la peggio contro il Manchester City ai quarti.
Non è da ricordare l’esperienza in Champions della stagione seguente: la sua squadra arriva ultima nel girone con Porto, Club Bruges e Bayer Leverkusen con cui arriva a pari punti ma, per via degli scontri diretti a sfavore, è eliminata dalle coppe europee per la prima volta sotto la sua gestione nella fase iniziale di una competizione. Il 4 marzo 2023, in concomitanza della vittoria per 6-1 sul Siviglia, diventa l'allenatore con più panchine in assoluto nella storia dell'Atlético (613), superando Luis Aragonés. In Coppa del Re è eliminato dal Real ai quarti mentre termina il campionato al 3º posto.
La stagione seguente arriva fino ai quarti di Champions venendo eliminato dal Borussia Dortmund, in Coppa del Re esce in semifinale per mano dell'Athletic Bilbao mentre in campionato si piazza al 4º posto.

## Statistiche

### Presenze e reti nei club
| Stagione               | Squadra                | Campionato             | Campionato | Campionato | Coppe nazionali | Coppe nazionali | Coppe nazionali | Coppe continentali | Coppe continentali | Coppe continentali | Altre coppe | Altre coppe | Altre coppe | Totale | Totale |
| Stagione               | Squadra                | Comp                   | Pres       | Reti       | Comp            | Pres            | Reti            | Comp               | Pres               | Reti               | Comp        | Pres        | Reti        | Pres   | Reti   |
| ---------------------- | ---------------------- | ---------------------- | ---------- | ---------- | --------------- | --------------- | --------------- | ------------------ | ------------------ | ------------------ | ----------- | ----------- | ----------- | ------ | ------ |
| 1987-1988              | Vélez Sarsfield        | PD                     | 28         | 4          | -               | -               | -               | -                  | -                  | -                  | -           | -           | -           | 28     | 4      |
| 1988-1989              | Vélez Sarsfield        | PD                     | 16         | 2          | -               | -               | -               | -                  | -                  | -                  | -           | -           | -           | 16     | 2      |
| 1989-1990              | Vélez Sarsfield        | PD                     | 32         | 8          | -               | -               | -               | -                  | -                  | -                  | -           | -           | -           | 32     | 8      |
| Totale Vélez Sarsfield | Totale Vélez Sarsfield | Totale Vélez Sarsfield | 76         | 14         |                 | -               | -               |                    | -                  | -                  |             | -           | -           | 76     | 14     |
| 1990-1991              | Pisa                   | A                      | 31         | 4          | CI              | 4               | 0               | -                  | -                  | -                  | -           | -           | -           | 35     | 4      |
| 1991-1992              | Pisa                   | B                      | 24         | 2          | CI              | 3               | 0               | -                  | -                  | -                  | -           | -           | -           | 27     | 2      |
| Totale Pisa            | Totale Pisa            | Totale Pisa            | 55         | 6          |                 | 7               | 0               |                    | -                  | -                  |             | -           | -           | 62     | 6      |
| 1992-1993              | Siviglia               | PD                     | 33         | 4          | CR              | 2               | 1               | -                  | -                  | -                  | -           | -           | -           | 35     | 5      |
| 1993-1994              | Siviglia               | PD                     | 31         | 8          | CR              | 7               | 3               | -                  | -                  | -                  | -           | -           | -           | 38     | 11     |
| Totale Siviglia        | Totale Siviglia        | Totale Siviglia        | 64         | 12         |                 | 9               | 4               |                    | -                  | -                  |             | -           | -           | 73     | 16     |
| 1994-1995              | Atlético Madrid        | PD                     | 29         | 6          | CR              | 4               | 2               | -                  | -                  | -                  | -           | -           | -           | 33     | 8      |
| 1995-1996              | Atlético Madrid        | PD                     | 37         | 12         | CR              | 8               | 0               | -                  | -                  | -                  | -           | -           | -           | 45     | 12     |
| 1996-1997              | Atlético Madrid        | PD                     | 32         | 3          | CR              | 4               | 1               | UCL                | 7                  | 4                  | SS          | 2           | 0           | 45     | 8      |
| 1997-1998              | Inter                  | A                      | 30         | 6          | CI              | 2               | 0               | CU                 | 9                  | 1                  | -           | -           | -           | 41     | 7      |
| 1998-1999              | Inter                  | A                      | 27         | 5          | CI              | 7+1             | 0               | UCL                | 9                  | 2                  | -           | -           | -           | 44     | 7      |
| Totale Inter           | Totale Inter           | Totale Inter           | 57         | 11         |                 | 10              | 0               |                    | 18                 | 3                  |             | -           | -           | 85     | 14     |
| 1999-2000              | Lazio                  | A                      | 28         | 5          | CI              | 7               | 2               | UCL                | 11                 | 0                  | SU          | 1           | 0           | 47     | 7      |
| 2000-2001              | Lazio                  | A                      | 30         | 2          | CI              | 2               | 0               | UCL                | 8                  | 1                  | SI          | 1           | 0           | 41     | 3      |
| 2001-2002              | Lazio                  | A                      | 8          | 1          | CI              | 0               | 0               | UCL                | 5                  | 0                  | -           | -           | -           | 13     | 1      |
| 2002-2003              | Lazio                  | A                      | 24         | 7          | CI              | 4               | 0               | CU                 | 7                  | 0                  | -           | -           | -           | 35     | 7      |
| Totale Lazio           | Totale Lazio           | Totale Lazio           | 90         | 15         |                 | 13              | 2               |                    | 31                 | 1                  |             | 2           | 0           | 136    | 18     |
| 2003-2004              | Atlético Madrid        | PD                     | 28         | 2          | CR              | 4               | 0               | -                  | -                  | -                  | -           | -           | -           | 32     | 2      |
| 2004-gen. 2005         | Atlético Madrid        | PD                     | 8          | 0          | CR              | 1               | 0               | Int                | 6                  | 1                  | -           | -           | -           | 15     | 1      |
| Totale Atlético Madrid | Totale Atlético Madrid | Totale Atlético Madrid | 134        | 23         |                 | 21              | 3               |                    | 13                 | 5                  |             | 2           | 0           | 170    | 31     |
| gen.-giu. 2005         | Racing Club            | PD                     | 17         | 2          | -               | -               | -               | -                  | -                  | -                  | -           | -           | -           | 17     | 2      |
| 2005-feb. 2006         | Racing Club            | PD                     | 20         | 1          | -               | -               | -               | -                  | -                  | -                  | -           | -           | -           | 20     | 1      |
| Totale Racing Club     | Totale Racing Club     | Totale Racing Club     | 37         | 3          |                 | -               | -               |                    | -                  | -                  |             | -           | -           | 37     | 3      |
| Totale carriera        | Totale carriera        | Totale carriera        | 513        | 84         |                 | 60              | 9               |                    | 62                 | 9                  |             | 4           | 0           | 639    | 102    |

### Cronologia presenze e reti in nazionale
| Cronologia completa delle presenze e delle reti in nazionale ― Argentina | Cronologia completa delle presenze e delle reti in nazionale ― Argentina | Cronologia completa delle presenze e delle reti in nazionale ― Argentina | Cronologia completa delle presenze e delle reti in nazionale ― Argentina | Cronologia completa delle presenze e delle reti in nazionale ― Argentina | Cronologia completa delle presenze e delle reti in nazionale ― Argentina | Cronologia completa delle presenze e delle reti in nazionale ― Argentina | Cronologia completa delle presenze e delle reti in nazionale ― Argentina |
| Data                                                                     | Città                                                                    | In casa                                                                  | Risultato                                                                | Ospiti                                                                   | Competizione                                                             | Reti                                                                     | Note                                                                     |
| ------------------------------------------------------------------------ | ------------------------------------------------------------------------ | ------------------------------------------------------------------------ | ------------------------------------------------------------------------ | ------------------------------------------------------------------------ | ------------------------------------------------------------------------ | ------------------------------------------------------------------------ | ------------------------------------------------------------------------ |
| 14-7-1988                                                                | Sydney                                                                   | Australia                                                                | 4 – 1                                                                    | Argentina                                                                | Australia Bicentenary Gold Cup - 1º turno                                | -                                                                        |                                                                          |
| 16-7-1988                                                                | Canberra                                                                 | Argentina                                                                | 2 – 0                                                                    | Arabia Saudita                                                           | Australia Bicentenary Gold Cup - Finale 3º posto                         | 1                                                                        |                                                                          |
| 9-3-1989                                                                 | Barranquilla                                                             | Colombia                                                                 | 1 – 0                                                                    | Argentina                                                                | Amichevole                                                               | -                                                                        |                                                                          |
| 13-4-1989                                                                | Guayaquil                                                                | Ecuador                                                                  | 2 – 2                                                                    | Argentina                                                                | Amichevole                                                               | -                                                                        |                                                                          |
| 20-4-1989                                                                | Santiago del Cile                                                        | Cile                                                                     | 1 – 1                                                                    | Argentina                                                                | Amichevole                                                               | -                                                                        |                                                                          |
| 17-1-1990                                                                | Los Angeles                                                              | Argentina                                                                | 0 – 2                                                                    | Messico                                                                  | Amichevole                                                               | -                                                                        |                                                                          |
| 23-5-1991                                                                | Manchester                                                               | Argentina                                                                | 1 – 1                                                                    | Unione Sovietica                                                         | England Challenge Cup                                                    | -                                                                        |                                                                          |
| 25-5-1991                                                                | Londra                                                                   | Inghilterra                                                              | 2 – 2                                                                    | Argentina                                                                | England Challenge Cup                                                    | -                                                                        |                                                                          |
| 27-6-1991                                                                | Curitiba                                                                 | Brasile                                                                  | 1 – 1                                                                    | Argentina                                                                | Amichevole                                                               | -                                                                        |                                                                          |
| 8-7-1991                                                                 | Santiago del Cile                                                        | Argentina                                                                | 3 – 0                                                                    | Venezuela                                                                | Coppa America 1991 - 1º turno                                            | -                                                                        |                                                                          |
| 10-7-1991                                                                | Santiago del Cile                                                        | Cile                                                                     | 0 – 1                                                                    | Argentina                                                                | Coppa America 1991 - 1º turno                                            | -                                                                        |                                                                          |
| 12-7-1991                                                                | Concepción                                                               | Argentina                                                                | 4 – 1                                                                    | Paraguay                                                                 | Coppa America 1991 - 1º turno                                            | 1                                                                        |                                                                          |
| 17-7-1991                                                                | Santiago del Cile                                                        | Argentina                                                                | 3 – 2                                                                    | Brasile                                                                  | Coppa America 1991 - Girone finale                                       | -                                                                        |                                                                          |
| 19-7-1991                                                                | Santiago del Cile                                                        | Cile                                                                     | 0 – 0                                                                    | Argentina                                                                | Coppa America 1991 - Girone finale                                       | -                                                                        |                                                                          |
| 21-7-1991                                                                | Santiago del Cile                                                        | Argentina                                                                | 2 – 1                                                                    | Colombia                                                                 | Coppa America 1991 - Girone finale                                       | 1                                                                        |                                                                          |
| 16-10-1992                                                               | Riyad                                                                    | Argentina                                                                | 4 – 0                                                                    | Costa d'Avorio                                                           | Coppa re Fahd 1992 - Semifinale                                          | -                                                                        |                                                                          |
| 20-10-1992                                                               | Riyad                                                                    | Arabia Saudita                                                           | 1 – 3                                                                    | Argentina                                                                | Coppa re Fahd 1992 - Finale                                              | 1                                                                        |                                                                          |
| 26-11-1992                                                               | Buenos Aires                                                             | Argentina                                                                | 2 – 0                                                                    | Polonia                                                                  | Amichevole                                                               | -                                                                        |                                                                          |
| 18-2-1993                                                                | Buenos Aires                                                             | Argentina                                                                | 1 – 1                                                                    | Brasile                                                                  | Amichevole                                                               | -                                                                        |                                                                          |
| 24-2-1993                                                                | Mar del Plata                                                            | Argentina                                                                | 1 – 1 dts (5 - 4 dtr)                                                    | Danimarca                                                                | Coppa dei Campioni CONMEBOL-UEFA 1993                                    | -                                                                        | 16’                                                                      |
| 20-6-1993                                                                | Guayaquil                                                                | Argentina                                                                | 1 – 1                                                                    | Messico                                                                  | Coppa America 1993 - 1º turno                                            | -                                                                        |                                                                          |
| 23-6-1993                                                                | Guayaquil                                                                | Argentina                                                                | 1 – 1                                                                    | Colombia                                                                 | Coppa America 1993 - 1º turno                                            | 1                                                                        |                                                                          |
| 27-6-1993                                                                | Guayaquil                                                                | Argentina                                                                | 1 – 1 dts (6 – 5 dtr)                                                    | Brasile                                                                  | Coppa America 1993 - Quarti di finale                                    | -                                                                        |                                                                          |
| 1-7-1993                                                                 | Guayaquil                                                                | Argentina                                                                | 0 – 0 dts (6 – 5 dtr)                                                    | Colombia                                                                 | Coppa America 1993 - Semifinali                                          | -                                                                        |                                                                          |
| 4-7-1993                                                                 | Guayaquil                                                                | Argentina                                                                | 2 – 1                                                                    | Messico                                                                  | Coppa America 1993 - Finale                                              | -                                                                        |                                                                          |
| 1-8-1993                                                                 | Lima                                                                     | Perù                                                                     | 0 – 1                                                                    | Argentina                                                                | Qual. Mondiali 1994                                                      | -                                                                        |                                                                          |
| 8-8-1993                                                                 | Asunción                                                                 | Paraguay                                                                 | 1 – 3                                                                    | Argentina                                                                | Qual. Mondiali 1994                                                      | -                                                                        |                                                                          |
| 15-8-1993                                                                | Barranquilla                                                             | Colombia                                                                 | 2 – 1                                                                    | Argentina                                                                | Qual. Mondiali 1994                                                      | -                                                                        |                                                                          |
| 29-8-1993                                                                | Buenos Aires                                                             | Argentina                                                                | 0 – 0                                                                    | Paraguay                                                                 | Qual. Mondiali 1994                                                      | -                                                                        |                                                                          |
| 5-9-1993                                                                 | Buenos Aires                                                             | Argentina                                                                | 0 – 5                                                                    | Colombia                                                                 | Qual. Mondiali 1994                                                      | -                                                                        |                                                                          |
| 17-11-1993                                                               | Buenos Aires                                                             | Argentina                                                                | 1 – 0                                                                    | Australia                                                                | Qual. Mondiali 1994                                                      | -                                                                        |                                                                          |
| 23-3-1994                                                                | Recife                                                                   | Brasile                                                                  | 2 – 0                                                                    | Argentina                                                                | Amichevole                                                               | -                                                                        |                                                                          |
| 20-4-1994                                                                | Salta                                                                    | Argentina                                                                | 3 – 1                                                                    | Marocco                                                                  | Amichevole                                                               | -                                                                        |                                                                          |
| 18-5-1994                                                                | Santiago del Cile                                                        | Cile                                                                     | 3 – 3                                                                    | Argentina                                                                | Amichevole                                                               | -                                                                        |                                                                          |
| 25-5-1994                                                                | Guayaquil                                                                | Ecuador                                                                  | 1 – 0                                                                    | Argentina                                                                | Amichevole                                                               | -                                                                        |                                                                          |
| 31-5-1994                                                                | Tel Aviv                                                                 | Israele                                                                  | 0 – 3                                                                    | Argentina                                                                | Amichevole                                                               | -                                                                        |                                                                          |
| 4-6-1994                                                                 | Zagabria                                                                 | Croazia                                                                  | 0 – 0                                                                    | Argentina                                                                | Amichevole                                                               | -                                                                        |                                                                          |
| 21-6-1994                                                                | Boston                                                                   | Argentina                                                                | 4 – 0                                                                    | Grecia                                                                   | Mondiali 1994 - 1º turno                                                 | -                                                                        |                                                                          |
| 25-6-1994                                                                | Boston                                                                   | Argentina                                                                | 2 – 1                                                                    | Nigeria                                                                  | Mondiali 1994 - 1º turno                                                 | -                                                                        |                                                                          |
| 30-6-1994                                                                | Dallas                                                                   | Argentina                                                                | 0 – 2                                                                    | Bulgaria                                                                 | Mondiali 1994 - 1º turno                                                 | -                                                                        |                                                                          |
| 3-7-1994                                                                 | Pasadena                                                                 | Romania                                                                  | 3 – 2                                                                    | Argentina                                                                | Mondiali 1994 - Ottavi di finale                                         | -                                                                        |                                                                          |
| 22-6-1995                                                                | Mendoza                                                                  | Argentina                                                                | 6 – 0                                                                    | Slovacchia                                                               | Amichevole                                                               | 1                                                                        |                                                                          |
| 30-6-1995                                                                | Quilmes                                                                  | Argentina                                                                | 2 – 0                                                                    | Australia                                                                | Amichevole                                                               | -                                                                        |                                                                          |
| 8-7-1995                                                                 | Paysandú                                                                 | Argentina                                                                | 2 – 1                                                                    | Bolivia                                                                  | Coppa America 1995 - 1º turno                                            | -                                                                        |                                                                          |
| 11-7-1995                                                                | Paysandú                                                                 | Argentina                                                                | 4 – 0                                                                    | Cile                                                                     | Coppa America 1995 - 1º turno                                            | 1                                                                        |                                                                          |
| 14-7-1995                                                                | Paysandú                                                                 | Stati Uniti                                                              | 3 – 0                                                                    | Argentina                                                                | Coppa America 1995 - 1º turno                                            | -                                                                        |                                                                          |
| 17-7-1995                                                                | Rivera                                                                   | Brasile                                                                  | 2 – 2 dts (4 – 2 dtr)                                                    | Argentina                                                                | Coppa America 1995 - Quarti di finale                                    | -                                                                        |                                                                          |
| 20-9-1995                                                                | Madrid                                                                   | Spagna                                                                   | 2 – 1                                                                    | Argentina                                                                | Amichevole                                                               | -                                                                        |                                                                          |
| 8-11-1995                                                                | Buenos Aires                                                             | Argentina                                                                | 0 – 1                                                                    | Brasile                                                                  | Amichevole                                                               | -                                                                        |                                                                          |
| 24-4-1996                                                                | Buenos Aires                                                             | Argentina                                                                | 3 – 1                                                                    | Bolivia                                                                  | Qual. Mondiali 1998                                                      | -                                                                        |                                                                          |
| 2-6-1996                                                                 | Quito                                                                    | Ecuador                                                                  | 2 – 0                                                                    | Argentina                                                                | Qual. Mondiali 1998                                                      | -                                                                        |                                                                          |
| 20-6-1996                                                                | San Miguel de Tucumán                                                    | Argentina                                                                | 2 – 0                                                                    | Polonia                                                                  | Amichevole                                                               | 1                                                                        |                                                                          |
| 7-7-1996                                                                 | Lima                                                                     | Perù                                                                     | 0 – 0                                                                    | Argentina                                                                | Qual. Mondiali 1998                                                      | -                                                                        |                                                                          |
| 9-10-1996                                                                | San Cristóbal                                                            | Venezuela                                                                | 2 – 5                                                                    | Argentina                                                                | Qual. Mondiali 1998                                                      | 1                                                                        |                                                                          |
| 28-12-1996                                                               | Mar del Plata                                                            | Argentina                                                                | 2 – 3                                                                    | Jugoslavia                                                               | Amichevole                                                               | -                                                                        |                                                                          |
| 12-1-1997                                                                | Montevideo                                                               | Uruguay                                                                  | 0 – 0                                                                    | Argentina                                                                | Qual. Mondiali 1998                                                      | -                                                                        |                                                                          |
| 12-2-1997                                                                | Barranquilla                                                             | Colombia                                                                 | 0 – 1                                                                    | Argentina                                                                | Qual. Mondiali 1998                                                      | -                                                                        |                                                                          |
| 30-4-1997                                                                | Buenos Aires                                                             | Argentina                                                                | 2 – 1                                                                    | Ecuador                                                                  | Qual. Mondiali 1998                                                      | -                                                                        |                                                                          |
| 8-6-1997                                                                 | Buenos Aires                                                             | Argentina                                                                | 2 – 0                                                                    | Perù                                                                     | Qual. Mondiali 1998                                                      | 1                                                                        |                                                                          |
| 6-7-1997                                                                 | Asunción                                                                 | Paraguay                                                                 | 1 – 2                                                                    | Argentina                                                                | Qual. Mondiali 1998                                                      | -                                                                        |                                                                          |
| 20-7-1997                                                                | Buenos Aires                                                             | Argentina                                                                | 2 – 0                                                                    | Venezuela                                                                | Qual. Mondiali 1998                                                      | -                                                                        |                                                                          |
| 10-9-1997                                                                | Santiago del Cile                                                        | Cile                                                                     | 1 – 2                                                                    | Argentina                                                                | Qual. Mondiali 1998                                                      | -                                                                        |                                                                          |
| 12-10-1997                                                               | Buenos Aires                                                             | Argentina                                                                | 0 – 0                                                                    | Uruguay                                                                  | Qual. Mondiali 1998                                                      | -                                                                        |                                                                          |
| 16-11-1997                                                               | Buenos Aires                                                             | Argentina                                                                | 1 – 1                                                                    | Colombia                                                                 | Qual. Mondiali 1998                                                      | -                                                                        |                                                                          |
| 19-2-1998                                                                | Mendoza                                                                  | Argentina                                                                | 2 – 1                                                                    | Romania                                                                  | Amichevole                                                               | -                                                                        |                                                                          |
| 24-2-1998                                                                | Mar del Plata                                                            | Argentina                                                                | 3 – 1                                                                    | Jugoslavia                                                               | Amichevole                                                               | -                                                                        |                                                                          |
| 22-4-1998                                                                | Dublino                                                                  | Irlanda                                                                  | 0 – 2                                                                    | Argentina                                                                | Amichevole                                                               | -                                                                        |                                                                          |
| 29-4-1998                                                                | Rio de Janeiro                                                           | Brasile                                                                  | 0 – 1                                                                    | Argentina                                                                | Amichevole                                                               | -                                                                        |                                                                          |
| 14-5-1998                                                                | Córdoba                                                                  | Argentina                                                                | 5 – 0                                                                    | Bosnia ed Erzegovina                                                     | Amichevole                                                               | -                                                                        |                                                                          |
| 19-5-1998                                                                | Mendoza                                                                  | Argentina                                                                | 1 – 0                                                                    | Cile                                                                     | Amichevole                                                               | -                                                                        |                                                                          |
| 25-5-1998                                                                | Buenos Aires                                                             | Argentina                                                                | 2 – 0                                                                    | Sudafrica                                                                | Amichevole                                                               | -                                                                        |                                                                          |
| 14-6-1998                                                                | Tolosa                                                                   | Argentina                                                                | 1 – 0                                                                    | Giappone                                                                 | Mondiali 1998 - 1º turno                                                 | -                                                                        |                                                                          |
| 21-6-1998                                                                | Parigi                                                                   | Argentina                                                                | 5 – 0                                                                    | Giamaica                                                                 | Mondiali 1998 - 1º turno                                                 | -                                                                        |                                                                          |
| 26-6-1998                                                                | Bordeaux                                                                 | Argentina                                                                | 1 – 0                                                                    | Croazia                                                                  | Mondiali 1998 - 1º turno                                                 | -                                                                        |                                                                          |
| 30-6-1998                                                                | Saint-Étienne                                                            | Argentina                                                                | 2 – 2 dts (4 – 3 dtr)                                                    | Inghilterra                                                              | Mondiali 1998 - Ottavi di finale                                         | -                                                                        |                                                                          |
| 4-7-1998                                                                 | Marsiglia                                                                | Paesi Bassi                                                              | 2 – 1                                                                    | Argentina                                                                | Mondiali 1998 - Quarti di finale                                         | -                                                                        |                                                                          |
| 9-6-1999                                                                 | Chicago                                                                  | Argentina                                                                | 2 – 2                                                                    | Messico                                                                  | Amichevole                                                               | -                                                                        |                                                                          |
| 13-6-1999                                                                | Washington                                                               | Stati Uniti                                                              | 1 – 0                                                                    | Argentina                                                                | Amichevole                                                               | -                                                                        |                                                                          |
| 26-6-1999                                                                | Buenos Aires                                                             | Argentina                                                                | 0 – 0                                                                    | Lituania                                                                 | Amichevole                                                               | -                                                                        |                                                                          |
| 1-7-1999                                                                 | Luque                                                                    | Argentina                                                                | 3 – 1                                                                    | Ecuador                                                                  | Coppa America 1999 - 1º turno                                            | 1                                                                        |                                                                          |
| 4-7-1999                                                                 | Luque                                                                    | Colombia                                                                 | 3 – 0                                                                    | Argentina                                                                | Coppa America 1999 - 1º turno                                            | -                                                                        |                                                                          |
| 7-7-1999                                                                 | Luque                                                                    | Argentina                                                                | 2 – 0                                                                    | Uruguay                                                                  | Coppa America 1999 - 1º turno                                            | -                                                                        |                                                                          |
| 11-7-1999                                                                | Ciudad del Este                                                          | Brasile                                                                  | 2 – 1                                                                    | Argentina                                                                | Coppa America 1999 - Quarti di finale                                    | -                                                                        |                                                                          |
| 4-9-1999                                                                 | Buenos Aires                                                             | Argentina                                                                | 2 – 0                                                                    | Brasile                                                                  | Amichevole                                                               | -                                                                        |                                                                          |
| 7-9-1999                                                                 | Porto Alegre                                                             | Brasile                                                                  | 4 – 2                                                                    | Argentina                                                                | Amichevole                                                               | -                                                                        |                                                                          |
| 13-10-1999                                                               | Córdoba                                                                  | Argentina                                                                | 2 – 1                                                                    | Colombia                                                                 | Amichevole                                                               | -                                                                        |                                                                          |
| 17-11-1999                                                               | Siviglia                                                                 | Spagna                                                                   | 0 – 2                                                                    | Argentina                                                                | Amichevole                                                               | -                                                                        |                                                                          |
| 23-2-2000                                                                | Londra                                                                   | Inghilterra                                                              | 0 – 0                                                                    | Argentina                                                                | Amichevole                                                               | -                                                                        |                                                                          |
| 29-3-2000                                                                | Buenos Aires                                                             | Argentina                                                                | 4 – 1                                                                    | Cile                                                                     | Qual. Mondiali 2002                                                      | -                                                                        |                                                                          |
| 26-4-2000                                                                | Maracaibo                                                                | Venezuela                                                                | 0 – 4                                                                    | Argentina                                                                | Qual. Mondiali 2002                                                      | -                                                                        |                                                                          |
| 4-6-2000                                                                 | Buenos Aires                                                             | Argentina                                                                | 1 – 0                                                                    | Bolivia                                                                  | Qual. Mondiali 2002                                                      | -                                                                        |                                                                          |
| 29-6-2000                                                                | Bogotà                                                                   | Colombia                                                                 | 1 – 3                                                                    | Argentina                                                                | Qual. Mondiali 2002                                                      | -                                                                        |                                                                          |
| 19-7-2000                                                                | Buenos Aires                                                             | Argentina                                                                | 2 – 0                                                                    | Ecuador                                                                  | Qual. Mondiali 2002                                                      | -                                                                        |                                                                          |
| 26-7-2000                                                                | San Paolo                                                                | Brasile                                                                  | 3 – 1                                                                    | Argentina                                                                | Qual. Mondiali 2002                                                      | -                                                                        |                                                                          |
| 16-8-2000                                                                | Buenos Aires                                                             | Argentina                                                                | 1 – 1                                                                    | Paraguay                                                                 | Qual. Mondiali 2002                                                      | -                                                                        |                                                                          |
| 3-9-2000                                                                 | Lima                                                                     | Perù                                                                     | 1 – 2                                                                    | Argentina                                                                | Qual. Mondiali 2002                                                      | -                                                                        |                                                                          |
| 8-10-2000                                                                | Buenos Aires                                                             | Argentina                                                                | 2 – 1                                                                    | Uruguay                                                                  | Qual. Mondiali 2002                                                      | -                                                                        |                                                                          |
| 20-12-2000                                                               | Los Angeles                                                              | Argentina                                                                | 2 – 0                                                                    | Messico                                                                  | Amichevole                                                               | -                                                                        |                                                                          |
| 28-2-2001                                                                | Roma                                                                     | Italia                                                                   | 1 – 2                                                                    | Argentina                                                                | Amichevole                                                               | -                                                                        |                                                                          |
| 28-3-2001                                                                | Buenos Aires                                                             | Argentina                                                                | 5 – 0                                                                    | Venezuela                                                                | Qual. Mondiali 2002                                                      | -                                                                        |                                                                          |
| 25-4-2001                                                                | La Paz                                                                   | Bolivia                                                                  | 3 – 3                                                                    | Argentina                                                                | Qual. Mondiali 2002                                                      | -                                                                        |                                                                          |
| 3-6-2001                                                                 | Buenos Aires                                                             | Argentina                                                                | 3 – 0                                                                    | Colombia                                                                 | Qual. Mondiali 2002                                                      | -                                                                        |                                                                          |
| 15-8-2001                                                                | Quito                                                                    | Ecuador                                                                  | 0 – 2                                                                    | Argentina                                                                | Qual. Mondiali 2002                                                      | -                                                                        |                                                                          |
| 5-9-2001                                                                 | Buenos Aires                                                             | Argentina                                                                | 2 – 1                                                                    | Brasile                                                                  | Qual. Mondiali 2002                                                      | -                                                                        |                                                                          |
| 2-6-2002                                                                 | Kashima                                                                  | Argentina                                                                | 1 – 0                                                                    | Nigeria                                                                  | Mondiali 2002 - 1º turno                                                 | -                                                                        |                                                                          |
| 7-6-2002                                                                 | Sapporo                                                                  | Argentina                                                                | 0 – 1                                                                    | Inghilterra                                                              | Mondiali 2002 - 1º turno                                                 | -                                                                        |                                                                          |
| Totale                                                                   |                                                                          | Presenze (7º posto)                                                      | 106                                                                      |                                                                          | Reti                                                                     | 11                                                                       |                                                                          |

### Statistiche da allenatore
Statistiche aggiornate al 25 maggio 2025. In grassetto le competizioni vinte.
| Stagione               | Squadra                | Campionato             | Campionato | Campionato | Campionato | Campionato | Coppe nazionali | Coppe nazionali | Coppe nazionali | Coppe nazionali | Coppe nazionali | Coppe continentali | Coppe continentali | Coppe continentali | Coppe continentali | Coppe continentali | Altre coppe | Altre coppe | Altre coppe | Altre coppe | Altre coppe | Totale | Totale | Totale | Totale | % Vittorie | Piazzamento |
| Stagione               | Squadra                | Comp                   | G          | V          | N          | P          | Comp            | G               | V               | N               | P               | Comp               | G                  | V                  | N                  | P                  | Comp        | G           | V           | N           | P           | G      | V      | N      | P      | %          | Piazzamento |
| ---------------------- | ---------------------- | ---------------------- | ---------- | ---------- | ---------- | ---------- | --------------- | --------------- | --------------- | --------------- | --------------- | ------------------ | ------------------ | ------------------ | ------------------ | ------------------ | ----------- | ----------- | ----------- | ----------- | ----------- | ------ | ------ | ------ | ------ | ---------- | ----------- |
| feb.-mag. 2006         | Racing Club            | PD                     | 14         | 5          | 3          | 6          | -               | -               | -               | -               | -               | -                  | -                  | -                  | -                  | -                  | -           | -           | -           | -           | -           | 14     | 5      | 3      | 6      | 35,71      | 11º         |
| 2006-2007              | Estudiantes (LP)       | PD                     | 39         | 25         | 9          | 5          | -               | -               | -               | -               | -               | -                  | -                  | -                  | -                  | -                  | -           | -           | -           | -           | -           | 39     | 25     | 9      | 5      | 64,10      | 1º          |
| ago.-dic. 2007         | Estudiantes (LP)       | PD                     | 19         | 8          | 6          | 5          | -               | -               | -               | -               | -               | CS                 | 2                  | 1                  | 0                  | 1                  | -           | -           | -           | -           | -           | 21     | 9      | 6      | 6      | 42,86      | Dimis.      |
| Totale Estudiantes     | Totale Estudiantes     | Totale Estudiantes     | 58         | 33         | 15         | 10         |                 | -               | -               | -               | -               |                    | 2                  | 1                  | 0                  | 1                  |             | -           | -           | -           | -           | 60     | 34     | 15     | 11     | 56,67      |             |
| dic. 2007-2008         | River Plate            | PD                     | 19         | 13         | 4          | 2          | -               | -               | -               | -               | -               | CL                 | 8                  | 4                  | 1                  | 3                  | -           | -           | -           | -           | -           | 27     | 17     | 5      | 5      | 62,96      | Sub. 14º    |
| ago.-nov. 2008         | River Plate            | PD                     | 14         | 1          | 7          | 6          | -               | -               | -               | -               | -               | CS                 | 4                  | 2                  | 1                  | 1                  | -           | -           | -           | -           | -           | 18     | 3      | 8      | 7      | 16,67      | Dimis.      |
| Totale River Plate     | Totale River Plate     | Totale River Plate     | 33         | 14         | 11         | 8          |                 | -               | -               | -               | -               |                    | 12                 | 6                  | 2                  | 4                  |             | -           | -           | -           | -           | 45     | 20     | 13     | 12     | 44,44      |             |
| apr.-mag. 2009         | San Lorenzo            | PD                     | 10         | 4          | 2          | 4          | -               | -               | -               | -               | -               | CL                 | 1                  | 1                  | 0                  | 0                  | -           | -           | -           | -           | -           | 11     | 5      | 2      | 4      | 45,45      | Sub. 3º     |
| 2009-apr. 2010         | San Lorenzo            | PD                     | 33         | 13         | 7          | 13         | -               | -               | -               | -               | -               | CS                 | 6                  | 4                  | 0                  | 2                  | -           | -           | -           | -           | -           | 39     | 17     | 7      | 15     | 43,59      | Dimis.      |
| Totale San Lorenzo     | Totale San Lorenzo     | Totale San Lorenzo     | 43         | 17         | 9          | 17         |                 | -               | -               | -               | -               | -                  | 7                  | 5                  | 0                  | 2                  |             | -           | -           | -           | -           | 50     | 22     | 9      | 19     | 44,00      |             |
| gen.-giu. 2011         | Catania                | A                      | 18         | 7          | 3          | 8          | CI              | 0               | 0               | 0               | 0               | -                  | -                  | -                  | -                  | -                  | -           | -           | -           | -           | -           | 18     | 7      | 3      | 8      | 38,89      | Sub. 13º    |
| ago.-dic. 2011         | Racing Club            | PD                     | 19         | 7          | 10         | 2          | CA              | 1               | 1               | 0               | 0               | -                  | -                  | -                  | -                  | -                  | -           | -           | -           | -           | -           | 20     | 8      | 10     | 2      | 40,00      | Sub. 2º     |
| Totale Racing Club     | Totale Racing Club     | Totale Racing Club     | 33         | 12         | 13         | 8          |                 | 1               | 1               | 0               | 0               |                    | -                  | -                  | -                  | -                  |             | -           | -           | -           | -           | 34     | 13     | 13     | 8      | 38,24      |             |
| dic. 2011-2012         | Atlético Madrid        | PD                     | 22         | 10         | 7          | 5          | CR              | 0               | 0               | 0               | 0               | UEL                | 9                  | 9                  | 0                  | 0                  | -           | -           | -           | -           | -           | 31     | 19     | 7      | 5      | 61,29      | Sub. 5º     |
| 2012-2013              | Atlético Madrid        | PD                     | 38         | 23         | 7          | 8          | CR              | 9               | 6               | 3               | 0               | UEL                | 8                  | 5                  | 0                  | 3                  | SU          | 1           | 1           | 0           | 0           | 56     | 35     | 10     | 11     | 62,50      | 3º          |
| 2013-2014              | Atlético Madrid        | PD                     | 38         | 28         | 6          | 4          | CR              | 8               | 5               | 1               | 2               | UCL                | 13                 | 9                  | 3                  | 1                  | SS          | 2           | 0           | 2           | 0           | 61     | 42     | 12     | 7      | 68,85      | 1°          |
| 2014-2015              | Atlético Madrid        | PD                     | 38         | 23         | 9          | 6          | CR              | 6               | 2               | 2               | 2               | UCL                | 10                 | 5                  | 2                  | 3                  | SS          | 2           | 1           | 1           | 0           | 56     | 31     | 14     | 11     | 55,36      | 3º          |
| 2015-2016              | Atlético Madrid        | PD                     | 38         | 28         | 4          | 6          | CR              | 6               | 3               | 2               | 1               | UCL                | 13                 | 6                  | 4                  | 3                  | -           | -           | -           | -           | -           | 57     | 37     | 10     | 10     | 64,91      | 3º          |
| 2016-2017              | Atlético Madrid        | PD                     | 38         | 23         | 9          | 6          | CR              | 8               | 4               | 2               | 2               | UCL                | 12                 | 8                  | 2                  | 2                  | -           | -           | -           | -           | -           | 58     | 35     | 13     | 10     | 60,34      | 3º          |
| 2017-2018              | Atlético Madrid        | PD                     | 38         | 23         | 10         | 5          | CR              | 6               | 3               | 1               | 2               | UCL+UEL            | 6+9                | 1+7                | 4+1                | 1+1                | -           | -           | -           | -           | -           | 59     | 34     | 16     | 9      | 57,63      | 2º          |
| 2018-2019              | Atlético Madrid        | PD                     | 38         | 22         | 10         | 6          | CR              | 4               | 2               | 2               | 0               | UCL                | 8                  | 5                  | 1                  | 2                  | SU          | 1           | 1           | 0           | 0           | 51     | 30     | 13     | 8      | 58,82      | 2º          |
| 2019-2020              | Atlético Madrid        | PD                     | 38         | 18         | 16         | 4          | CR              | 1               | 0               | 0               | 1               | UCL                | 9                  | 5                  | 1                  | 3                  | SS          | 2           | 1           | 1           | 0           | 50     | 24     | 18     | 8      | 48,00      | 3º          |
| 2020-2021              | Atlético Madrid        | PD                     | 38         | 26         | 8          | 4          | CR              | 2               | 1               | 0               | 1               | UCL                | 8                  | 2                  | 3                  | 3                  | -           | -           | -           | -           | -           | 48     | 29     | 11     | 8      | 60,42      | 1º          |
| 2021-2022              | Atlético Madrid        | PD                     | 38         | 21         | 8          | 9          | CR              | 2               | 1               | 0               | 1               | UCL                | 10                 | 3                  | 3                  | 4                  | SS          | 1           | 0           | 0           | 1           | 51     | 25     | 11     | 15     | 49,02      | 3º          |
| 2022-2023              | Atlético Madrid        | PD                     | 38         | 23         | 8          | 7          | CR              | 5               | 4               | 0               | 1               | UCL                | 6                  | 1                  | 2                  | 3                  | -           | -           | -           | -           | -           | 49     | 28     | 10     | 11     | 57,14      | 3º          |
| 2023-2024              | Atlético Madrid        | PD                     | 38         | 24         | 4          | 10         | CR              | 5               | 3               | 0               | 2               | UCL                | 10                 | 6                  | 2                  | 2                  | SS          | 1           | 0           | 0           | 1           | 54     | 33     | 6      | 15     | 61,11      | 4º          |
| 2024-2025              | Atlético Madrid        | PD                     | 38         | 22         | 10         | 6          | CR              | 6               | 5               | 1               | 0               | UCL                | 10                 | 7                  | 0                  | 3                  | Cmc         | 3           | 2           | 0           | 1           | 57     | 36     | 11     | 10     | 63,16      | 3º          |
| Totale Atlético Madrid | Totale Atlético Madrid | Totale Atlético Madrid | 516        | 314        | 116        | 86         |                 | 68              | 39              | 14              | 15              |                    | 141                | 79                 | 28                 | 34                 |             | 13          | 6           | 4           | 3           | 738    | 438    | 162    | 138    | 59,35      |             |
| Totale carriera        | Totale carriera        | Totale carriera        | 701        | 397        | 167        | 137        |                 | 69              | 40              | 14              | 15              |                    | 162                | 91                 | 30                 | 41                 |             | 13          | 6           | 4           | 3           | 945    | 534    | 215    | 196    | 56,51      |             |

## Palmarès

### Giocatore

#### Club

##### Competizioni nazionali
- Campionato spagnolo: 1

Atlético Madrid: 1995-1996
- Coppa di Spagna: 1

Atlético Madrid: 1995-1996
- Campionato italiano: 1

Lazio: 1999-2000
- Coppa Italia: 1

Lazio: 1999-2000
- Supercoppa italiana: 1

Lazio: 2000

##### Competizioni internazionali
- Coppa UEFA: 1

Inter: 1997-1998
- Supercoppa UEFA: 1

Lazio: 1999

#### Nazionale
- Coppa America: 2

Cile 1991
Ecuador 1993
- Confederations Cup: 1

Arabia Saudita 1992
- Coppa Artemio Franchi: 1

Argentina 1993
- Argento olimpico: 1

Atlanta 1996

### Allenatore

#### Club

##### Competizioni nazionali
- Campionato argentino: 2

Estudiantes: Apertura 2006
River Plate: Clausura 2008
- Coppa di Spagna: 1

Atlético Madrid: 2012-2013
- Campionato spagnolo: 2

Atlético Madrid: 2013-2014, 2020-2021
- Supercoppa di Spagna: 1

Atlético Madrid: 2014

##### Competizioni internazionali
- UEFA Europa League: 2

Atlético Madrid: 2011-2012, 2017-2018
- Supercoppa UEFA: 2

Atlético Madrid: 2012, 2018

#### Individuale
- Miglior allenatore della Liga spagnola: 3

2012-2013, 2013-2014, 2015-2016
- Trofeo Miguel Muñoz: 2

2013-2014, 2015-2016
- Trofeo Comunidad Iberoamericana: 1

2013
- Miglior allenatore dell'anno IFFHS: 1

2016
- Globe Soccer Awards: 1

Premio speciale per gli allenatori: 2017
- Miglior allenatore del decennio IFFHS: 1

2011-2020